# Fokker E.II
Fokker E.II là biến thể thứ hai của loại máy bay tiêm kích cánh đơn Fokker Eindecker của Đức trong Chiến tranh thế giới I.

## Quốc gia sử dụng
- German Empire

## Tính năng kỹ chiến thuật (E.II)
Đặc tính tổng quan
- Kíp lái: 1
- Chiều dài: 7,2 m (23 ft 7 in)
- Sải cánh: 9,7 m (31 ft 10 in)
- Chiều cao: 2,8 m (9 ft 2 in)
- Diện tích cánh: 16 m2 (170 foot vuông)
- Trọng lượng rỗng: 340 kg (750 lb)
- Trọng lượng có tải: 500 kg (1.102 lb)
- Động cơ: 1 × Oberursel U.I , 75 kW (101 hp)

Hiệu suất bay
- Vận tốc cực đại: 140 km/h (87 mph; 76 kn)

Vũ khí trang bị

- Súng: 1 × súng máy Maschinengewehr 08 7,92 mm (.312 in)